# サンダー湾 (アメリカ合衆国)
サンダー湾 (Thunder Bay) はヒューロン湖にある湾の一つ。
湾沿岸はアメリカ合衆国ミシガン州のアルピーナ郡に属し、サンダーベイ川河口部にはアルピーナがあり、湾北側はアルピーナ郡区、南側はサンボーン郡区となっている。
湾口付近にあるスケアクロウ島とサンダーベイ島はミシガンアイランズ国立野生動物保護区 (Michigan Islands National Wildlife Refuge) として、湾内の野生動物はサンダーベイ国立海洋保護区 (Thunder Bay National Marine Sanctuary) として保護されている。
湾内および湾周辺には多くの沈船が存在する。